# Teatro Municipal (São João del-Rei)
O Theatro Municipal de São João del-Rei foi construído em 1893. Passou por uma grande reforma entre 1922 e 1925.
Palco difusor da cultura regional até a década de 1970, chegou aos anos 1990 abandonado e sem condições técnicas de receber espetáculos.
Em 1998, através do Instituto Histórico e Geográfico de São João del-Rei, contando com o apoio da iniciativa privada, foi possível a sua recuperação e modernização. As obras foram finalizadas em junho de 2003.
Em pleno funcionamento, sob a administração da prefeitura do município, oferece diversificada programação, ocorrendo espetáculos variados gratuitos e pagos. 